# Jimena Sabaris
Jimena Sabaris Montes (Montevideo, 26 de octubre de 1989) es una actriz, cantante y comunicadora uruguaya.

## Biografía
Jimena Sabaris nació el 26 de octubre de 1989 en Montevideo. A los siete años de edad se mudó a Minas, donde vivió hasta los catorce. A los 16 años se anotó en una agencia de modelos publicitarias, siendo elegida. Comenzó su formación artística en la Escuela de Comedia Musical Luis Trochón y en la academia Espacio Teatro de Montevideo. Vivió dos años en Buenos Aires, donde trabajó como animadora infantil y tuvo participaciones en teatro.
En 2011 formó parte del elenco de la telenovela uruguaya Dance!, la fuerza del corazón, interpretado a Vicky. Un año más tarde, tuvo una pequeña aparición en la telenovela Dulce amor, con el papel de Delfi.
En 2015 integró junto a Belén Bianco y Federico Goyeneche, Tocama, un grupo musical de cumbia cheta. El primer sencillo, Hay que celebrar, logró 40 mil visualizaciones en tres días. Hasta 2016, Sabaris trabajó en la señal Pop TV, y en 2017 se sumó a Buen día Uruguay para conducir el segmento especializado en bienestar animal, "Mascoteros". Asimismo, durante la temporada estival de 2018 estuvo a cargo de los móviles del programa en Punta del Este.
Entre 2018 y 2019 formó parte del equipo de Todas las voces, como la presentadora del sondeo del programa y la encargada de la interacción con la audiencia. En 2020, tras la salida de Soledad Ortega de Buen día Uruguay, se desempeñó como coconductora junto a Leo Lorenzo y Christian Font, hasta que el show salió del aire el 20 de marzo. Desde entonces, Sabaris integra el panel del magacín Buen día, conducido por Claudia García. El 12 de abril de ese año, comenzó a conducir junto a Santiago Wilkins, Zoom Internacional, un programa dominical de variedades sobre noticias de todo el mundo.
El 18 de febrero de 2022 se anunció que Sabaris conduciría la segunda temporada de Bake Off Uruguay tras la partida de Annasofía Facello. En julio tras la salida del aire de Buen día, Sabaris fichó como coconductora de su sucesor, 8AM.

## Televisión
| Año           | Título                        | Rol          | Notas                                |
| ------------- | ----------------------------- | ------------ | ------------------------------------ |
| 2011          | Dance!, la fuerza del corazón | Vicky        | Elenco secundario                    |
| 2012          | Dulce amor                    | Delfi        | Participación especial               |
| 2017-2020     | Buen día Uruguay              | Movilera     | Conductora del segmento "Mascoteros" |
| 2020          | Buen día Uruguay              | Coconductora | Reemplazo de Soledad Ortega          |
| 2018-2019     | Todas las voces               | Columnista   | Encargada del sondeo                 |
| 2020-2023     | Buen día                      | Panelista    |                                      |
| 2020-presente | Zoom internacional            | Coconductora | Junto a Santiago Wilkins             |
| 2022-presente | Bake Off Uruguay              | Conductora   | Segunda temporada en adelante        |
| 2023-presente | 8AM                           | Coconductora |                                      |

## Teatro
| Año  | Título                    | Dirección           |
| ---- | ------------------------- | ------------------- |
| 2015 | UHM: Una Historia Más[15] | Avo Pérez           |
| 2017 | La princesa encantada[16] | Guillermo Vilarrubí |
| 2021 | Lo quiero ya![17]         | Emilio Gallardo     |

## Vida personal
A inicios de 2022, Sabaris comenzó una relación con el abogado Eduardo Sasson. El 17 de abril de 2023 anunció a través de sus redes sociales que estaba embarazada de su primer hijo.El 22 de septiembre dio a luz en Montevideo a su hijo, Lorenzo Sasson Sabaris.